# Buzadovac
Buzadovac is een plaats in de gemeente Gradec in de Kroatische provincie Zagreb. De plaats telt 134 inwoners (2001).